# Real Federación Española de Atletismo
Real Federación Española de Atletismo (pl. Królewska Hiszpańska Federacja Lekkiej Atletyki) – hiszpańska narodowa federacja lekkoatletyczna. Siedziba federacji znajduje się w Madrycie. Federacja jest jednym z członków European Athletics.